# Caligo zeuxippus
Caligo zeuxippus is een vlinder uit de familie Nymphalidae. De wetenschappelijke naam van de soort werd in 1902 gepubliceerd door Herbert Druce.